# Jeremy Dodson
Jeremy Dodson (ur. 30 sierpnia 1987 w Nowym Jorku) – amerykański lekkoatleta, sprinter. Od listopada 2014 reprezentant Samoa.

## Osiągnięcia
| Rok  | Impreza                   | Miejsce        | Konkurencja             | Lokata     | Wynik | Reprezentacja     |
| ---- | ------------------------- | -------------- | ----------------------- | ---------- | ----- | ----------------- |
| 2011 | Mistrzostwa świata        | Daegu          | bieg na 200 metrów      | eliminacje | 20,92 | Stany Zjednoczone |
| 2011 | Igrzyska panamerykańskie  | Guadalajara    | sztafeta 4 × 100 metrów | 3. miejsce | 39,17 | Stany Zjednoczone |
| 2015 | Mistrzostwa świata        | Pekin          | bieg na 200 metrów      | półfinał   | 20,53 | Samoa             |
| 2016 | Halowe mistrzostwa świata | Portland       | bieg na 60 metrów       | eliminacje | 6,76  | Samoa             |
| 2016 | Igrzyska olimpijskie      | Rio de Janeiro | bieg na 200 metrów      | eliminacje | 20,51 | Samoa             |
| 2017 | Mistrzostwa świata        | Londyn         | bieg na 100 metrów      | eliminacje | 10,52 | Samoa             |
| 2019 | Mistrzostwa świata        | Doha           | bieg na 200 metrów      | eliminacje | 20,60 | Samoa             |

Brązowy medalista mistrzostw Stanów Zjednoczonych (2011) w biegu na 200 metrów.

## Rekordy życiowe
- Bieg na 100 metrów – 10,21 (2016) rekord Samoa
- Bieg na 200 metrów – 20,27 (2014) / 20,07w (2011)

Dodson jest także rekordzistą Samoa w biegu na 200 metrów (20,57 w 2015).